# Kirchsee (Oberbayern)
Hồ Kirchsee nằm dưới tu viện Reutberg, thuộc xã Sachsenkam phía đông bắc của thành phố Bad Tölz ở Oberbayern. Hồ đầm lầy than bùn (Moorsee) có độ sâu tối đa là 16 m nằm ở bìa phía bắc của Khu bảo tồn thiên nhiên Ellbach- und Kirchseemoor được lập từ năm 1940.

## Mô tả
Từ 2008, Kirchsee đã đăng ký vào hồ cho tắm của EU. Ở bờ phía bắc có 2 chỗ tắm, với cầu hồ lớn. Có cầu tiêu và chỗ đậu xe phải trả tiền và có một quán bán đồ ăn và hồ được canh chừng (Lifeguard). Ở bờ phía Nam cũng có bãi tắm nhưng phải đi bộ tới từ tu viện Reutberg.

## Hình ảnh

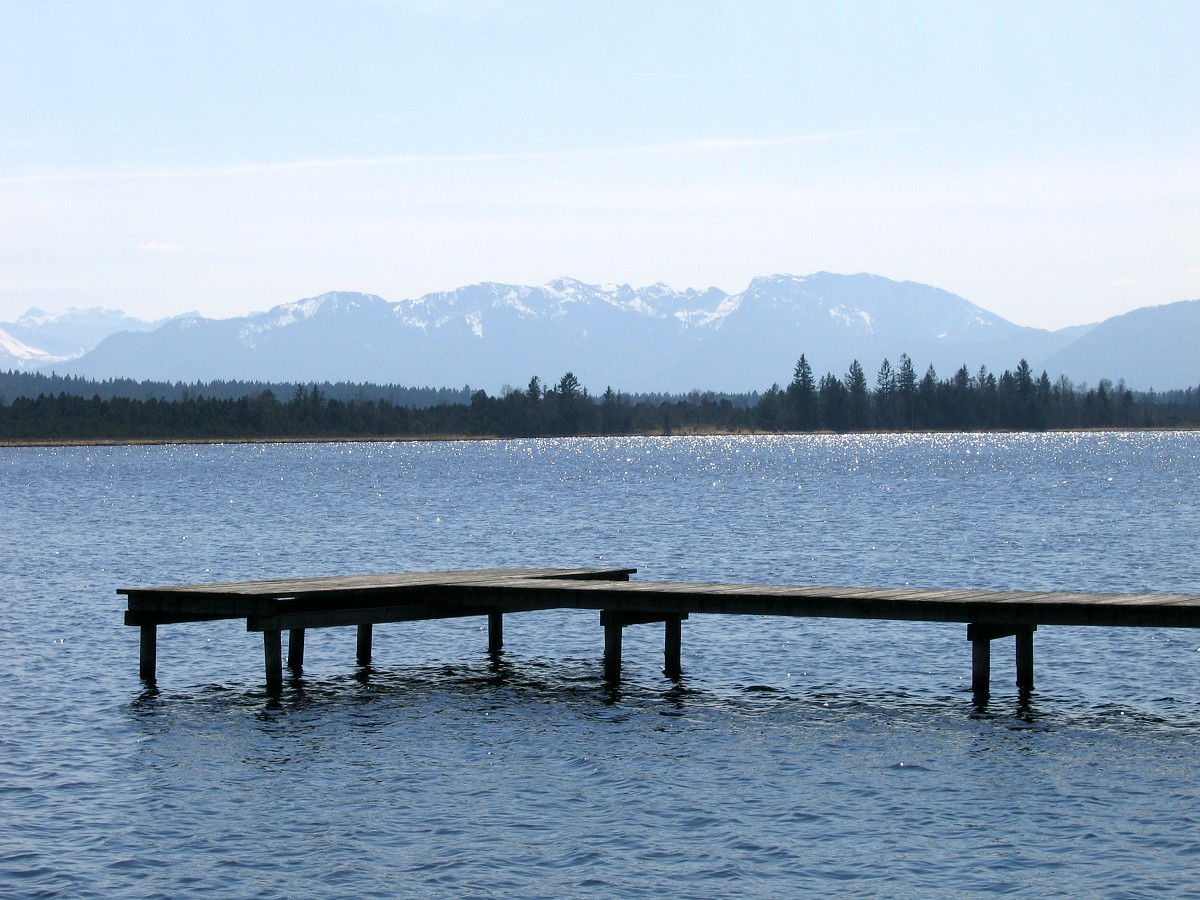
Kirchsee với núi Brauneck và Benediktenwand
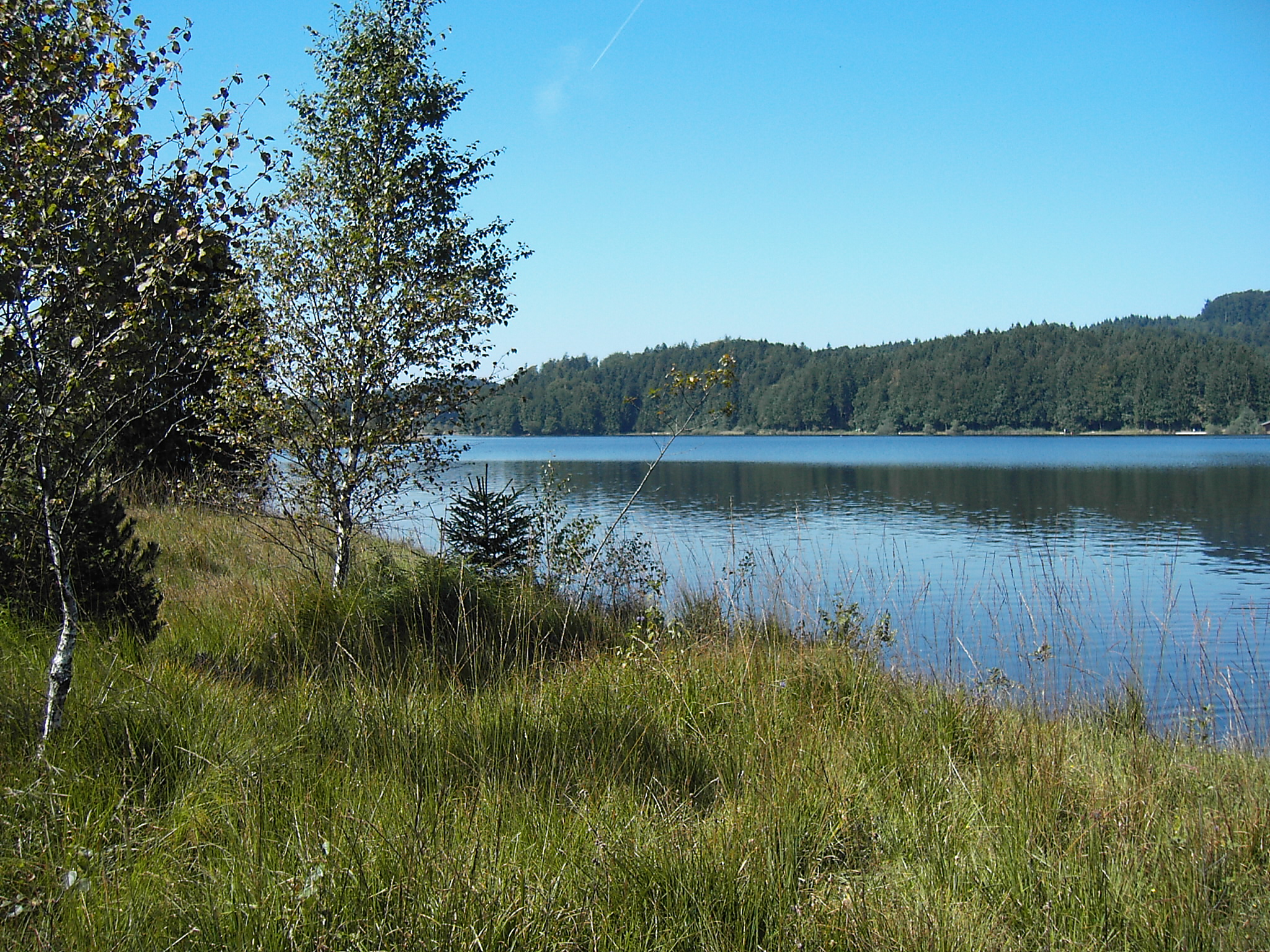
Bờ phía Nam Kirchsee Südufer
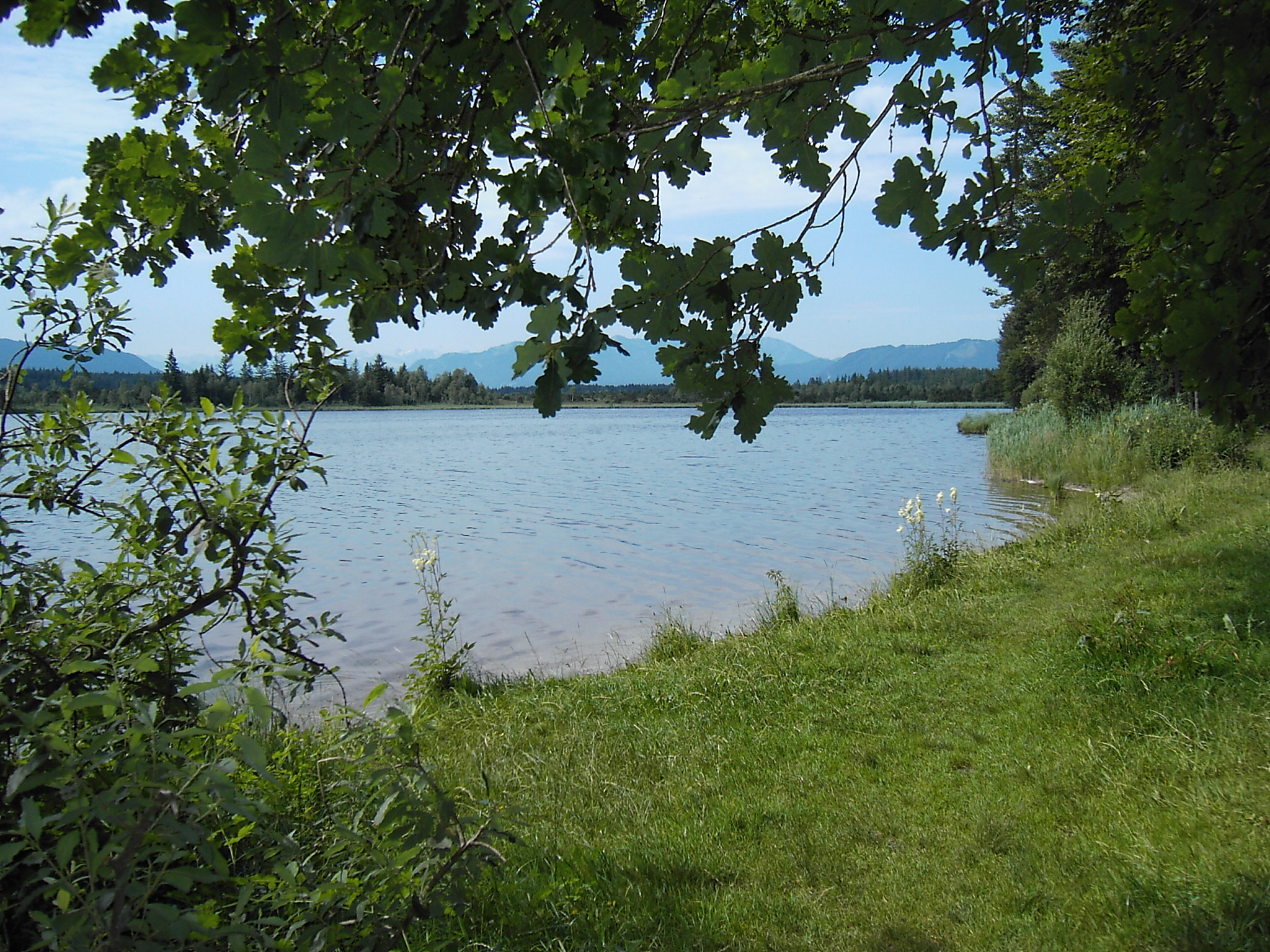
Bờ phía Bắc Kirchsee